# Иштван Сивош (ватерполиста, 1920)
Иштван Сивош (мађ. Szivós István; Сегедин, 20. август 1920 — Будимпешта, 22. јун 1992) био је мађарски ватерполиста и два пута олимпијски шампион, једном европски првак, клупски ватерполо тренер у више клубова и бивши тренер Ватерполо репрезентације Египта.

## Биографија
Иштван Сивош је своју пливачку каријеру почео 1931. године у родном Сегедину. После пресељења у Будимпешти 1932. године у даљњој спортској активности се определио за фудбал у клубу БКВ Елере (BKV Előre SC). Фудбал је играо све до 1935. године, уједно је био и члан пливачке секције Мађарског пливачког друштва, када се прикључио ватерполо тиму истог клуба. Током 1940. прелази у Мађарски атлетски клуб, где са тим тимом осваја првентво државе у ватерполу 1943. године.
После рата учествије у оснивању ватерполо клуба Вашаш из Будимпеште, чији постаје члан на годину дана. После у периоду од 1946. до 1949. године игра за МТК, после чега се враћа у Вашаш, где остаје до краја активне спортске каријере. Са Вашашем је 1953. освојио првенство Мађарске.
Као репрезентативац Мађарске у ватерполу учествовао је на три олимпијаде 1948. у Лондону, 1952. у Хелсинкију и 1956. у Мелбурну. На три олимпијаде је освојио три медаље, два злата и једно сребро. Такође је са репрезентацијом учествовао и на Европском првенству 1954. године одржаном у Торину, где је такође освојио златну медаљу.
Са 36 година, на Летњим олимпијским играма у Мелбурну је учествовао по два основа, као члан Ватерполо репрезентације Мађарске и индивидуално као пливач. Пливао је у дисциплини 200 m прсно и са временом 3:18.7 минута заузео је пето место у другој групи првог круга квалификација.
После престанка активног бављења ватерполом 1957. године прелази у тренере. Тренира разне клубове, међу којима су Вашаш, МАФЦ и ОСЦ. У периоду од 1964. пс до 1966. године је био и савезни тренер ватерполо репрезентације Египта.